# 印度瞪羚
印度瞪羚（學名Gazella bennettii）分布于印度、伊朗和巴基斯坦。
肩高65厘米，体重23千克。夏天毛色为浅黄色，很光滑。在冬天毛色变浅。脸上有一条深栗色的条文。最长的角有39厘米。
印度瞪羚是害羞的动物。它们可以长时间不喝水，且其主要的水源来自于树叶和草。通常独居，但有时也会结成3-4只的小群。
印度豹是印度瞪羚的主要天敌，印度瞪羚的数量下降是印度豹灭绝的原因。